# Phyllagathis oligotricha
Phyllagathis oligotricha är en tvåhjärtbladig växtart som beskrevs av Elmer Drew Merrill. Phyllagathis oligotricha ingår i släktet Phyllagathis och familjen Melastomataceae. Inga underarter finns listade i Catalogue of Life.